# Hirasea mirabilis
Hirasea mirabilis es una especie de molusco gasterópodo de la familia Endodontidae en el orden de los Stylommatophora.

## Distribución geográfica
Se encuentra sólo en Japón.